# Serafimovičskij rajon
Il Serafimovičskij rajon (in russo Серафимовичский район?) è un rajon dell'oblast' di Volgograd, in Russia, il cui capoluogo è Serafimovič. Istituito nel 1933, ricopre una superficie di 4.323 chilometri quadrati e nel 2021 ospitava una popolazione di circa 22.400 abitanti.